# Comuna Răcăciuni, Bacău
Răcăciuni (în maghiară Rekecsin) este o comună în județul Bacău, Moldova, România, formată din satele Ciucani, Fundu Răcăciuni, Gâșteni, Gheorghe Doja, Răcăciuni (reședința) și Răstoaca.

## Așezare
Comuna se află în sudul județului, pe malul drept al Siretului în dreptul barajului și lacului de acumulare Răcăciuni, și în bazinul hidrografic al afluentului acestuia Răcăciuni cu afluentul său Valea Lungă. Este străbătută de șoseaua națională DN2, care leagă Bacăul de Focșani. La Răcăciuni, din acest drum se ramifică șoseaua județeană DJ252E, care duce spre est la Pâncești traseul drumului european E85 (DN 2) la cca 25 km de municipiul Bacău, la limita estică a Dealurilor Subcarpatice (Culmea Petricica) și pe malul drept al râului Siret. Tot din DN2, la Răcăciuni se ramifică șoseaua județeană DJ206B care duce spre vest la Parava și Gura Văii. Prin zona de vest a comunei trece șoseaua județeană DJ119, care o leagă spre nord de Cleja, Faraoani, Valea Seacă, Sărata și Bacău (unde se termină în DN11) și spre sud de Gura Văii și Onești (unde se termină în DN11A). Este traversată și de calea ferată Focșani–Bacău, pe care este deservită de stația Răcăciuni.

## Demografie
Componența etnică a comunei Răcăciuni
     Români (87,18%)
     Maghiari (2,62%)
     Alte etnii (0,64%)
     Necunoscută (9,56%)
Componența confesională a comunei Răcăciuni
     Romano-catolici (45,64%)
     Ortodocși (42,62%)
     Penticostali (1,1%)
     Alte religii (0,81%)
     Necunoscută (9,83%)
Conform recensământului efectuat în 2021, populația comunei Răcăciuni se ridică la 7.069 de locuitori, în scădere față de recensământul anterior din 2011, când fuseseră înregistrați 7.252 de locuitori. Majoritatea locuitorilor sunt români (87,18%), cu o minoritate de maghiari (2,62%), iar pentru 9,56% nu se cunoaște apartenența etnică. Din punct de vedere confesional, cei mai mulți locuitori sunt romano-catolici (45,64%), cu minorități de ortodocși (42,62%) și penticostali (1,1%), iar pentru 9,83% nu se cunoaște apartenența confesională.

## Politică și administrație
Comuna Răcăciuni este administrată de un primar și un consiliu local compus din 15 consilieri. Primarul, Lucian Cheța[*], de la Partidul Social Democrat, este în funcție din 2008. Începând cu alegerile locale din 2024, consiliul local are următoarea componență pe partide politice:
|  | Partid                          | Consilieri | Componența Consiliului | Componența Consiliului | Componența Consiliului | Componența Consiliului | Componența Consiliului | Componența Consiliului | Componența Consiliului | Componența Consiliului |
|  | ------------------------------- | ---------- | ---------------------- | ---------------------- | ---------------------- | ---------------------- | ---------------------- | ---------------------- | ---------------------- | ---------------------- |
|  | Partidul Social Democrat        | 8          |                        |                        |                        |                        |                        |                        |                        |                        |
|  | Partidul Național Liberal       | 4          |                        |                        |                        |                        |                        |                        |                        |                        |
|  | Partidul Puterii Umaniste       | 2          |                        |                        |                        |                        |                        |                        |                        |                        |
|  | Alianța pentru Unirea Românilor | 1          |                        |                        |                        |                        |                        |                        |                        |                        |

## Istorie
În trecut, moșia satului aparținuse familiei domnitorului moldovean Gheorghe Ștefan. La sfârșitul secolului al XIX-lea, comuna făcea parte din plasa Bistrița de Jos a județului Bacău și avea în compunere satele Răcăciuni, Gâșteni, Teiuș, Satu Nou și Berindești, cu 2201 locuitori. În comună existau trei mori de apă, una de aburi, două școli mixte — una deschisă în 1865 la Răcăciuni cu 55 de elevi și una la Gâșteni cu 13 elevi — două biserici ortodoxe și una catolică. La acea vreme, pe teritoriul actual al comunei mai funcționa, în aceeași plasă, și comuna Fundu-Răcăciuni, cu satele Fundu Răcăciuni, Ciocani, Curmătura și Gâșteni, având în total 1066 de locuitori ce trăiau în 320 de case. Comuna Răcăciuni avea 14 mori de apă, o biserică ortodoxă la Gâșteni și două biserici catolice la Fundu Răcăciuni și Ciocani, iar principalii proprietari de terenuri erau Smaranda Petrovici, G. Arapu și Matei Vasiliu. În 1930, Satu Nou a fost rebotezat în Gheorghe Buzdugan.
Anuarul Socec din 1925 consemnează desființarea comunei Fundu Răcăciuni și includerea satelor ei în comuna Răcăciuni aflată acum în plasa Răcăciuni a aceluiași județ. Comuna avea 4096 de locuitori în satele Târgu Răcăciuni, Gâșteni, Berindești, Fundu Răcăciuni, Ciocani, Satu Nou, Valea Rea și Teiușu.
În 1950, comuna a fost transferată raionului Bacău din regiunea Bacău, iar autoritățile comuniste au schimbat numele satului Gheorghe Buzdugan în Gheorghe Doja. În 1968 a revenit la județul Bacău, reînființat, iar satul Berindești a fost desființat și comasat cu satul Gâșteni.

## Monumente istorice
Trei monumente istorice de interes național se află pe teritoriul comunei Răcăciuni. Este vorba despre conacul Ata Constantinescu, construit pe la 1900 (astăzi, spitalul de psihiatrie Gâșteni); conacul Gheorghe Buzdugan (1906–1909) din satul Gheorghe Doja, ambele monumente de arhitectură; și bustul lui Spiru Haret, realizat în 1904, amplasat în curtea școlii din Răcăciuni și clasificat ca monument de for public.
În rest, alte opt obiective din comună sunt incluse în lista monumentelor istorice din județul Bacău ca monumente de interes local. Trei dintre ele sunt clasificate ca situri arheologice: așezarea eneolitică (cultura Cucuteni) din Dealul Vrăbiilor, de la marginea de est a satului Răcăciuni; așezarea fortificată din Epoca Bronzului (cultura Monteoru) aflată pe Dealul Cetățuia, la sud-vest de gara Răcăciuni; și situl de la est de zona „Zootehnică” a satului de reședință, sit ce cuprinde urmele unor așezări din epoca migrațiilor (cultura Cerneahov) și din Epoca Medievală (secolele al VIII-lea–al XVI-lea). Alte patru obiective sunt clasificate ca monumente de arhitectură: biserica de lemn „Sfinții Voievozi” (1803–1808) din satul Gâșteni; conacul Leon Furnuraki (1906); primăria comunei (1940–1943) și școala (1903) — ultimele trei aflate în satul Răcăciuni. Bustul lui Alexandru Ioan Cuza, realizat în 1912 și aflat în parcul central al satului de reședință este clasificat ca monument de for public.

## Localități înfrățite
- Colognola ai Colli, Italia[necesită citare]